# Scoparia latipennis
Scoparia latipennis là một loài bướm đêm trong họ Crambidae.